# 米林黄耆
米林黄耆（学名：Astragalus milingensis）为豆科黄芪属的植物，是中国的特有植物。分布在中国大陆的西藏等地，生长于海拔2,900米至3,200米的地区，多生长于山坡路旁，目前尚未由人工引种栽培。

## 异名
- Astragalus milingensis Ni et P. C. Li var. heydeoides K. T. Fu